# ساربجیت (فیلم)
ساربجیت (به هندی: Sarbjit) فیلمی محصول سال ۲۰۱۶ و به کارگردانی اومانگ کومار است. در این فیلم بازیگرانی همچون آیشواریا رای، راندیپ هودا، ریچا چادا، دارشان کومار ایفای نقش کرده‌اند.